# El Llano (Repubblica Dominicana)
El Llano è un comune della Repubblica Dominicana di 8.151 abitanti, situato nella Provincia di Elías Piña. Comprende, oltre al capoluogo, un distretto municipale: Guanito.